# Sobekhotep IV
Sobekhotep IV (fl. XVIII-XVII secolo a.C.) è stato un faraone della XIII dinastia egizia.

## Biografia
Fratello di Neferhotep I e forse anche di Sahathor, il suo più alto anno di regno conosciuto, da una stele rinvenuta ad Edfu, è l'ottavo. Iscrizioni con il nome di questo sovrano sono state rinvenute nelle cave dello Uadi el-Hudi e dello Uadi Hammamat, prova questa di notevole attività edilizia.

In una stele ora conservata al Museo Egizio del Cairo (J.E.51911), Sobekhotep IV, dopo aver ricordato la sua nascita a Tebe elenca i restauri e gli abbellimenti a vari templi sia a Tebe che nella capitale Ity Tawy.
Nel corso del suo regno si nota un aumento di titoli militari nelle tombe private, prova questa dell'aumentata pressione che gli hyksos esercitano dalle loro basi nel delta del Nilo. Infatti sembra coincidere con il termine del regno di questo sovrano (1720 a.C.) l'assunzione dei titoli della regalità da parte del primo sovrano della XVI dinastia.

Di questo sovrano sono anche noti riferimenti ad azioni militari nella Nubia. Lo scrittore ebreo Artapano cita un re Chenephres (= Khaneferra?) sotto il regno del quale sarebbero occorsi gli eventi della storia di Mosè, e che invase la Nubia.
Come già accaduto per i più vicini predecessori anche Sobekhotep IV non controllò il 6º distretto del Basso Egitto dove, da Xois regnò un sovrano della XIV dinastia.

## Liste reali
| N5 | N28 · D36 | HASH | F35 | I3 | R4 · t · p |

| N5 | N28 · D36 | HASH | F35 | I3 | R4 · t · p |

| N5 | N28 · D36 | HASH | F35 | I3 | R4 · t · p |

| N5 | N28 · D36 | HASH | F35 | I3 | R4 · t · p |

| N5 | N28 · D36 | HASH | F35 | I3 | R4 · t · p |

| N5 | N28 · D36 | HASH | F35 | I3 | R4 · t · p |

| N5 | N28 · D36 | HASH | F35 | I3 | R4 · t · p |

| N5 | N28 · D36 | HASH | F35 | I3 | R4 · t · p |

| N5 | N28 | nfr |

| N5 | N28 | nfr |

| N5 | N28 | nfr |

| N5 | N28 | nfr |

| N5 | N28 | nfr |

| N5 | N28 | nfr |

| N5 | N28 | nfr |

| N5 | N28 | nfr |

## Titolatura
| G5 |

| G5 |

| S34 | ib · N17 · N17 |

| S34 | ib · N17 · N17 |

| S34 | ib · N17 · N17 |

| S34 | ib · N17 · N17 |

| S34 | ib · N17 · N17 |

| S34 | ib · N17 · N17 |

| S34 | ib · N17 · N17 |

| S34 | ib · N17 · N17 |

| G16 |

| G16 |

| M13 | N28 · D36 | w | Y1 · Z2 |

| M13 | N28 · D36 | w | Y1 · Z2 |

| G8 |

| G8 |

| wsr | s | G30 |

| wsr | s | G30 |

| M23 · X1 | L2 · X1 |

| M23 · X1 | L2 · X1 |

| N5 | N28 · D36 | nfr |

| N5 | N28 · D36 | nfr |

| N5 | N28 · D36 | nfr |

| N5 | N28 · D36 | nfr |

| N5 | N28 · D36 | nfr |

| N5 | N28 · D36 | nfr |

| N5 | N28 · D36 | nfr |

| N5 | N28 · D36 | nfr |

| G39 | N5 |

| G39 | N5 |

| I4 | R4 · t · p |

| I4 | R4 · t · p |

| I4 | R4 · t · p |

| I4 | R4 · t · p |

| I4 | R4 · t · p |

| I4 | R4 · t · p |

| I4 | R4 · t · p |

| I4 | R4 · t · p |

## Datazioni alternative
| Autore | Anni di regno         |
| ------ | --------------------- |
| Ryholt | 1732 a.C. - 1720 a.C. |
| Malek  | 1727 a.C. - 1720 a.C. |